# 3014 Хуансушу
3014 Хуансушу (3014 Huangsushu) — астероїд головного поясу, відкритий 11 жовтня 1979 року.
Тіссеранів параметр щодо Юпітера — 3,513.